# EGSY8p7
Coordenadas:  4h 20m 08.50s, +52° 53′ 26.60″
EGSY8p7 (EGSY-2008532660) es una galaxia distante en la constelación de Camelopardalis, con un corrimiento al rojo  espectroscópico de z = 8,68 (corrimiento al rojo fotométrico 8.57), una distancia de viaje de luz de 13,2 mil millones de años luz desde la Tierra. Por lo tanto, a una edad de 13.2 mil millones de años, se observa que existió 570 millones de años después del Big Bang, que ocurrió hace 13.8 mil millones de años, utilizando el Observatorio W. M. Keck. En julio de 2015, se anunció EGSY8p7 como el objeto conocido más antiguo y más lejano, superando al titular de registro anterior, EGS-zs8-1, que se determinó en mayo de 2015 como el objeto más antiguo y más distante. En marzo de 2016, Pascal Oesch, uno de los descubridores de EGSY8p7, anunció el descubrimiento de GN-z11, una galaxia más antigua y más distante.

## Detección
La luz de la galaxia EGSY8p7 parece haber sido ampliada dos veces por la lente gravitacional en el viaje de la luz a la Tierra, permitiendo la detección de EGSY8p7, lo que no hubiera sido posible sin la ampliación. La distancia de EGSY8p7 de la Tierra se determinó midiendo el desplazamiento al rojo de las emisiones de Lyman-alfa. EGSY8p7 es la detección más distante conocida de las emisiones de Lyman-alfa del hidrógeno. La distancia de esta detección fue sorprendente, ya que las nubes de hidrógeno neutro (hidrógeno atómico) que llenan el universo temprano deberían haber absorbido estas emisiones, incluso por algunas fuentes de nubes de hidrógeno más cercanas a la Tierra, según el modelo cosmológico estándar. Una posible explicación para la detección sería que la reionización progresó de manera "parcheada", en lugar de hacerlo de manera homogénea en todo el universo, creando parches donde las emisiones de Lyman-alfa de EGSY8p7 de hidrógeno podrían viajar a la Tierra, porque no había nubes de hidrógeno neutras para absorber emisiones.